# 2019 en musique classique
| \| • Retour à la chronologie générale de la musique classique • \| |
| Grèce • Rome • Haut Moyen Âge • VIIIe siècle • IXe siècle • Xe siècle • XIe siècle XIIe siècle • XIIIe siècle • XIVe siècle • XVe siècle • XVIe siècle • XVIIe siècle XVIIIe siècle • XIXe siècle • XXe siècle • XXIe siècle |
| • Retour à la chronologie générale de la musique classique • |

| Années en musique classique : 2016 - 2017 - 2018 - 2019 - 2020 - 2021 - 2022    |
| Décennies en musique classique : 1980 - 1990 - 2000 - 2010 - 2020 - 2030 - 2040 |

Cette page recense les événements qui se sont produits durant l'année 2019 en musique classique.

## Événements

### Créations
- 10 janvier : Symphonie no 12 de Philip Glass par John Adams et le Los Angeles Philharmonic Orchestra.
- 9 février : l'opéra de Benet Casablancas, L'enigma di Lea, au Grand théâtre du Liceu, basé sur une idée originale et un livret de Rafael Argullol.
- 8 mars : Roland furieux d'Augusta Holmès à Cardiff.
- 6 juin : Symphonie en ut dièse mineur, op. 10, dite « Grande Guerre », de Charlotte Sohy, par l'Orchestre Victor-Hugo Franche-Comté dirigé par Debora Waldman, à Besançon.
- 20 septembre : Macbeth Underworld, opéra de Pascal Dusapin, à La Monnaie de  Bruxelles.

### Autres
- 1er janvier : concert du nouvel an de l'orchestre philharmonique de Vienne au Musikverein, dirigé par Christian Thielemann.
- Du 30 janvier au 3 février 2019 : festival de musique classique La Folle Journée de Nantes.

## Prix
- Stella Chen (violon) obtient le 1er prix du Concours musical international Reine Élisabeth de Belgique.
- Concours international Tchaïkovski : le 1er prix de piano est décerné à Alexandre Kantorow.
- Praemium Imperiale : Anne-Sophie Mutter, violoniste allemande.
- Prix Ernst von Siemens : Rebecca Saunders compositrice britannique.
- Prix Polar Music : Anne-Sophie Mutter.
- Prix Brahms : Pieter Wispelwey et Paolo Giacometti.
- Prix Bach de la ville de Hambourg : Unsuk Chin.

## Décès
- 1er janvier : Joan Guinjoan, compositeur et pianiste espagnol (° 28 novembre 1931).
- 7 janvier : John Joubert, compositeur britannique (° 20 mars 1927).
- 10 janvier : Theo Adam, baryton-basse allemand (° 1er août 1926).
- 11 janvier : Narcís Bonet, compositeur espagnol (° 22 janvier 1933).
- 19 janvier : Mario Bertoncini, compositeur et pianiste italien (° 27 septembre 1932).
- 26 janvier : Pierre Chatton, chef de chœur et compositeur suisse (° 12 décembre 1924).
- 26 janvier : Jean Guillou, organiste et compositeur français (° 18 avril 1930).
- 26 janvier : Wilma Lipp, soprano autrichienne (° 26 avril 1925).
- 28 janvier : Noel Rawsthorne, organiste et compositeur britannique (° 24 décembre 1929).
- 4 février : Viatcheslav Ovtchinnikov, compositeur et chef d'orchestre russe (° 29 mai 1936).
- 13 février : Hans Stadlmair, chef d'orchestre et compositeur autrichien (° 3 mai 1929).
- 18 février : Jean Périsson, chef d'orchestre français (° 6 juillet 1924).
- 20 février : Dominick Argento, compositeur américain (° 27 octobre 1927).
- 21 février : Jean-Christophe Benoît, baryton français (° 18 mars 1925).
- 21 février : Hilde Zadek, soprano allemande (° 15 décembre 1917).
- 28 février : 
  - André Previn, chef d'orchestre et compositeur américain (° 6 avril 1929).
  - Gerd Seifert, corniste allemand (° 17 octobre 1931).
- 8 mars : Michael Gielen, chef d'orchestre et compositeur autrichien (° 20 juillet 1927).
- 10 mars: Edith Borroff, musicologue et compositrice américaine (° 2 août 1925).
- 20 mars : Jacques Cerf, compositeur suisse (° 17 janvier 1932).
- 26 mars : François Tousignant, compositeur, enseignant et critique musical canadien (° 26 avril 1955).
- 16 avril : Jörg Demus, pianiste autrichien (° 2 décembre 1928).
- 22 avril : Heather Harper, soprano irlandaise (° 8 mai 1930).
- 9 mai : Arif Melikov, compositeur soviétique puis azerbaïdjanais (° 13 septembre 1933).
- 22 mai : François-René Tranchefort, musicologue français (86 ans).
- 24 mai : Aldo Pagani, musicien, compositeur et producteur de disque italien (° 3 juillet 1932).
- 30 mai : Eva Kleinitz, directrice d'opéra allemande (46 ans).
- 7 juin : Janneta Metallidi, compositrice russe (° 1er juin 1934).
- 10 juin : Ib Nørholm, compositeur danois (° 24 janvier 1931).
- 10 juin : Sven-David Sandström, compositeur suédois (° 30 octobre 1942).
- 24 juin : Iván Erőd, compositeur et pianiste autrichien (° 2 janvier 1936).
- 27 juin : Louis Thiry, organiste, improvisateur et compositeur français (° 15 février 1935).
- 9 juillet : Aaron Rosand, violoniste américain (° 15 mars 1927).
- 12 juillet : Joseph Rouleau, chanteur lyrique canadien (° 28 février 1929).
- 21 juillet : Ben Johnston, compositeur américain (° 15 mars 1926).
- 22 juillet : Robert Wangermée, musicologue et administrateur belge (° 21 septembre 1920).
- 25 juillet : Anner Bylsma, violoncelliste néerlandais (° 17 février 1934).
- 26 juillet : Alberto Ponce, guitariste classique espagnol (° 13 mars 1935).
- 14 août : Ivo Malec, compositeur et chef d'orchestre français d'origine croate (° 30 mars 1925).
- 23 août : Mario Davidovsky, compositeur américain d'origine argentine (° 4 mars 1934).
- 25 août : Lucie Robert-Diessel, pianiste, compositrice et pédagogue française (° 3 octobre 1936).
- 29 août : Miklós Kocsár, compositeur hongrois (° 21 décembre 1933).
- 1er septembre : Gagik Hovounts, compositeur arménien (° 1er mars 1930).
- 7 septembre : Roger Boutry, compositeur et chef d'orchestre français (° 27 février 1932).
- 17 septembre : Dina Ugorskaïa, pianiste allemande (° 26 août 1973).
- 17 septembre : Daniel Wayenberg, pianiste et compositeur néerlandais (° 11 octobre 1929).
- 19 septembre : Irina Bogatcheva, mezzo-soprano et professeure de chant russe (° 2 mars 1939).
- 21 septembre : Christopher Rouse, compositeur américain. (° 15 février 1949).
- 25 septembre : Paul Badura-Skoda, pianiste autrichien (° 6 octobre 1927).
- 29 septembre : Rudolf Stephan, musicologue allemand (° 3 avril 1925).
- 30 septembre : Jessye Norman, soprano américaine (° 15 septembre 1945).
- 22 octobre : Raymond Leppard, chef d'orchestre et claveciniste britannique (° 11 août 1927).
- 22 octobre : Rolando Panerai, baryton italien (° 17 octobre 1924).
- 22 octobre : Hans Zender, compositeur et chef d'orchestre allemand (° 22 novembre 1936).
- 23 octobre : Hansheinz Schneeberger, violoniste suisse (° 16 octobre 1926).
- 3 novembre :  Friedemann Layer, chef d'orchestre autrichien (° 30 octobre 1941).
- 19 novembre : Rémy Stricker, pianiste, pédagogue, producteur de radio, musicologue et auteur français (° 3 janvier 1936).
- 1er décembre : Mariss Jansons, chef d'orchestre letton (° 14 janvier 1943).
- 12 décembre : Dalton Baldwin, pianiste américain (° 19 décembre 1931).
- 18 décembre : Abbey Simon, pianiste américain (° 8 janvier 1920).
- 25 décembre : Peter Schreier, ténor et chef d'orchestre allemand (° 29 juillet 1935).
- 26 décembre : Robert Kohnen, claveciniste et organiste belge (° 2 juin 1932).